# Alfred Lämmerhirt
Alfred Lämmerhirt (* 21. April 1839 in Stolberg (Harz); † 10. Juli 1899 in Frankfurt am Main; vollständiger Name: Carl Louis Alfred Traugott Lämmerhirt) war ein deutscher Maschinenbauingenieur und Manager in der Montanindustrie. 1872 gründete er das Unternehmen Brandenburg, Lämmerhirt & Cie. in Bochum, aus der sich die spätere Westfalia Dinnendahl Gröppel entwickelte. Er war der Schwiegervater von Hugo Siepmann und Robert Fricke.

## Leben
Lämmerhirt kam am 21. April 1839 in Stolberg (Harz) zur Welt. Sein Vater war Christian Lämmerhirt (1811–1889), der als Kanzlist im gräflichen Archiv zu Stolberg angestellt war und später als Kreisgerichtssekretär in Schleusingen amtierte. 1882 wurde er in den Stadtrat und zum stellvertretenden Bürgermeister der Stadt Suhl gewählt; er fühlte sich aber dem Amt nicht gewachsen und verzichtete. Die Mutter Karoline Luise Lämmerhirt geborene Steher war Hausfrau. Er war das älteste von sechs Geschwistern und lebte ab dem Besuch der Realschule bei einem Großonkel in Nordhausen, weil die provinzielle Lage von Schleusingen nur beschränkte Ausbildungsmöglichkeiten bot.
Er absolvierte eine Lehre in Erfurt mit dem Berufsziel Ingenieur. Er studierte Maschinenbau an der Technischen Hochschule Karlsruhe und gehörte der Studentenverbindung Fidelitas an, wo er den Spitznamen „Ponny“ erhielt, aufgrund seiner ausgelassenen Art. Nach Abschluss des Studiums arbeitete er zunächst bei der Köln-Mindener Eisenbahn-Gesellschaft als Lokomotivheizer und war danach als Ingenieur beim Bochumer Verein tätig. 1872 gründet Lämmerhirt mit den Ingenieuren Brandenburg und Karl Engeling die Maschinenfabrik Lämmerhirt, Brandenburg & Cie.; auch das Vermögen seiner Ehefrau steckte er in das Unternehmen. Aufgrund des zu geringen Kapitals wurde das Unternehmen jedoch 1874 von Investoren übernommen und firmierte ab 1881 als Eisenhütte „Westfalia“ AG (spätere Westfalia Dinnendahl Gröppel). Zwischen 1874 und August 1876 war er bei der Mülheimer Maschinenfabrik und Eisengießerei (der späteren Maschinenfabrik Thyssen & Co.) als Direktor angestellt.
Ende August 1876 zog Lämmerhirt für eine Anstellung bei der Winterthurer Gusswarenfabrik (Gebrüder Sulzer) nach Winterthur in der Schweiz um. In der Funktion als Gerant (Generaldirektor) blieb er mit seiner Familie zunächst zwei Jahre in der Schweiz. Die Jahre 1878–1879 lebte die Familie in Berlin, wo Lämmerhirt als Ingenieur in der Maschinenfabrik Roessemann & Kühnemann unter Fritz Kühnemann tätig war. 1879 trat er eine Stelle als leitender Ingenieur im Bureau Fritz Marti, wiederum in Winterthur, an. Seine Tätigkeiten in Winterthur umfassten unter anderem die Mitarbeit am Gotthardtunnel, der am 22. Mai 1882 eröffnet wurde. Im Jahr 1883 zog die Familie nach Warstein in Westfalen, wo er bis zu seinem Tod als Generaldirektor der Warsteiner Gruben- und Hüttenverein AG tätig war.
Lämmerhirt starb im Alter von 60 Jahren an einer Herzerkrankung (Krebs im Brustkorb) in Frankfurt am Main.

## Familie
Lämmerhirt heiratete am 7. April 1869 in Bochum Emilie Louise geb. Schmiedt (1843–1910). Das Paar hatte acht Kinder:
- Carl August Christian Lämmerhirt (1870–1870)
- Friedrich Hugo August Lämmerhirt (1871–1960), genannt Fritz, Oberstleutnant der preußischen Armee, kinderlos verheiratet mit Emilie geb. Gutschow aus Berlin-Wannsee (dann 1934 bis 1960 in Bergisch Gladbach)
- Franz Edgar Rudolph Lämmerhirt (1873–1935), genannt Rudolph bzw. Rudolf, Ingenieur und Generaldirektor der Stahlformerei bzw. des Martinwerks II und VI der Friedrich Krupp AG (1909–1922), verheiratet mit Martha geb. Wenker (aus der Dortmunder Brauereifamilie Wenker), ansässig in Bochum
- Paula Bertha Anna Lämmerhirt (1874–1945), unverheiratet und kinderlos
- Luise Emilie Johanna Lämmerhirt (1876–1962), genannt Luise, verheiratet mit Hugo Siepmann aus Warstein; drei Kinder, u. a. Alfred Siepmann und Walter Siepmann
- Emilie Anna Elisabeth Lämmerhirt (1877–1952), genannt Emmy, kinderlos verheiratet mit Robert Fricke aus Bad Harzburg
- Elisabeth Julie Adolphine Lämmerhirt (* 1881), genannt Else, unverheiratet und kinderlos
- Carl Alfred (1882–1890)